# Reisterstown (Maryland)
Reisterstown est une ville américaine du comté de Baltimore dans l'État du Maryland qui n'est pas gérée par une municipalité propre, c'est un secteur non constitué en municipalité. Fondée en 1758 par un colon d’origine germanique. Depuis Reisterstown est devenue un quartier résidentiel de la proche banlieue de Baltimore. Son centre ville historique est inscrit au Registre national des lieux historiques des États-Unis depuis 1979.

## Personnalités liées à Reisterstown
- John Emory